# 国际协议原点
国际协议原点（Conventional International Origin，简称CIO）也称国际习用原点。由于受极移的影响，极点在地球表面的位置是不断变化的。1967年国际天文学联合会和国际大地测量学与地球物理学联合会在共同召开的讨论会上，建议以1900年至1905年间的平均纬度所确定的平极作为地球极点的平均位置，这个位置即为国际协议原点。与之相对应的地球赤道面成为平赤道面或协议赤道面。